# Шопці
Шо́пці (болг. Шопци) — село в Кирджалійській області Болгарії. Входить до складу общини Кирково.

## Населення
За даними перепису населення 2011 року у селі проживала 391 особа, з них 333 особи (98,5%) — турки.
Розподіл населення за віком у 2011 році:
Динаміка населення: